# Atelier 17
Atelier 17, konstskola grundad i Paris 1927 av den brittiske gravören Stanley William Hayter för att utforska nya grafiska tekniker. Den blev en av de mest inflytelserika skolorna för grafisk konst under 1900-talet.

## Historia
Atelier 17-studion bildades som en experimentell verkstad för grafisk konst i Paris, Frankrike 1927 av Stanley William Hayter (1901–1988). Studion var känd för sin samarbetsanda, med konstnärer som delade idéer om teknik och estetik.
Studion låg på 17 Rue Campagne-Première i Paris. År 1940 lämnade studions grundare, Hayter, Paris när andra världskriget började. Han flyttade till New York och öppnade återigen sin Atelier 17-studio där. Studion var ursprungligen kopplad till New School. 1945 fanns studion på East 8th Street. Den lockade många europeiska konstnärer som hade flytt från Europa och introducerade även amerikanska konstnärer till konsttryck.
Hayter flyttade tillbaka sin studio till Paris 1950, där den fortsatte att fungera fram till Hayters död 1988. Det året döptes studion om till Atelier Contrepoint och är fortfarande aktiv.

## Tekniker
Konstnärerna i Atelier 17 arbetade med etablerade och experimentella tekniker inklusive flerfärgstryck och texturerade mönster. Bland de tekniker som användes var akvatint, färgoffsettryck, etsning, Griblemetoden, liftground, linjegravering och mezzotint.

## Arv
Atelier 17 och konstnärer som är associerade med den har varit föremål för flera omfattande utställningar, särskilt Atelier 17: a 50th anniversary retrospective exhibition på Elvehjem Art Center of the University of Wisconsin 1977,:83-84 Atelier 17 på Brooklyn Museum 1978. Verkstad och arv: Stanley William Hayter, Krishna Reddy, Zarina Hashmi på Metropolitan Museum of Art 2016,  och Cutting Edge: Modern Prints från Atelier 17 på Cleveland Museum of Art.